# Jan Zając (męczennik)
Jan Zając (ur. 11 grudnia 1911 w Gaci, zm. 12 lutego 1945 w Dachau) – polski duchowny katolicki, jezuita, sługa Boży Kościoła katolickiego.
Był introligatorem w Wydawnictwie Apostolstwa Modlitwy. Został aresztowany przez Niemców 10 listopada 1939 i osadzony w więzieniu Montelupich, w lutym 1940 przewieziony do więzienia w Wiśniczu, a następnie w czerwcu 1940 do obozu Auschwitz. 12 grudnia 1940 znalazł się w obozie w Dachau oznaczony tam numerem 22204. Zmarł w czasie epidemii tyfusu w obozie.
Jest jednym ze 122 sług Bożych, wobec których 17 września 2003 rozpoczął się proces beatyfikacyjny drugiej grupy męczenników z czasu II wojny światowej